# Ganbare Goemon: Uchū Kaizoku Akogingu
Ganbare Goemon: Uchū Kaizoku Akogingu (がんばれゴエモン〜宇宙海賊アコギング〜) est un jeu d'action-aventure développé et édité par Konami paru sur PlayStation au Japon exclusivement le 22 mars 1996,.

## Gameplay
Ganbare Goemon: Uchū Kaizoku Akogingu est le premier épisode de la série Ganbare Goemon à paraître sur PlayStation. Le jeu s'inspire de Ganbare Goemon 3 avec une carte principale qui propose une vue en 3D isométrique et des niveaux en 2D avec un scrolling horizontal. Les éléments de gameplay restent similaire à la série, les villages servent principalement pour sauvegarder une partie, acheter de l'équipement, de la nourriture ou parler avec des villageois. Quant à la phase en 2D, il s'agit de niveaux de plateforme où le personnage peut sauter, ramper ou se battre avec ses armes. 
Dès le début du jeu, le joueur commence avec deux personnages jouables (Goemon et Ebisumaru), avec la possibilité d'intervertir de personnage à tout moment à l'aide de la touche « Select » de la manette PlayStation. Le personnage débute avec 5 points de vie, ils sont représentés par des cœurs et sont affichés au bas de l'écran. Les points de vie peuvent être augmentés en trouvant des petites statues de chats cachées dans les niveaux, trouver 4 petites statues ajoutent un nouveau cœur dans la barre de vie. Les deux personnages partagent les mêmes points de vie, si Goemon est touché et qu'il lui reste 3 points de vie, Ebisumaru aura par conséquent 3 points de vie. 
D'autres informations sont indiquées à l'écran, comme le niveau du personnage et le nombre de point d'expérience nécessaire pour augmenter de niveau. Les points d'expérience s'obtiennent en éliminant des ennemis.